# Jüdischer Friedhof (Teschenmoschel)

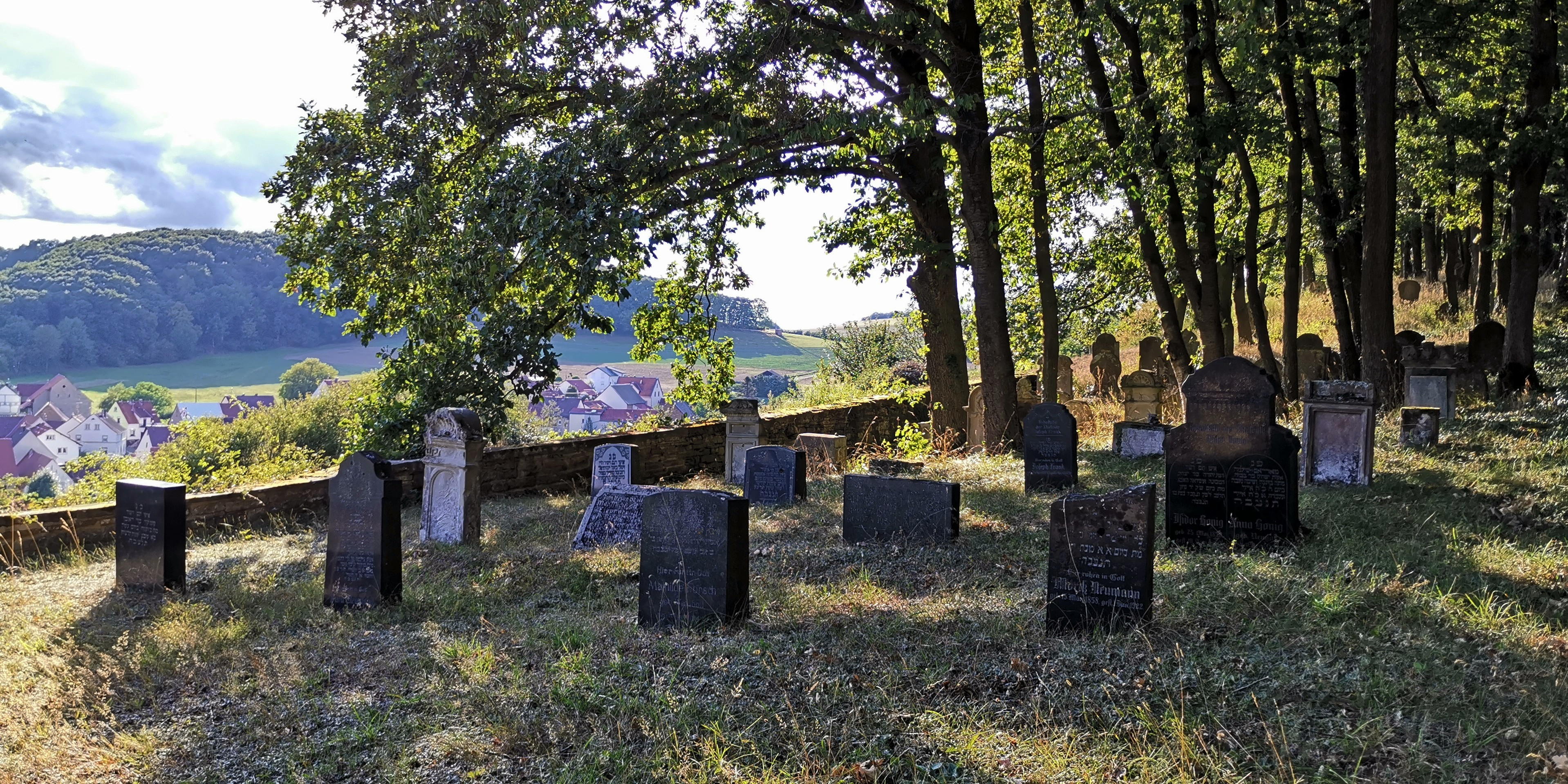
Jüdischer Friedhof in Teschenmoschel

Der Jüdische Friedhof Teschenmoschel ist ein Friedhof in Teschenmoschel, einer Ortsgemeinde im Donnersbergkreis in Rheinland-Pfalz.
Der jüdische Friedhof liegt nordöstlich des Ortes am Wingertsberg an einem Waldweg an der Straße nach Bisterschied. Auf dem Friedhof, der angeblich 1665 angelegt und um das Jahr 1899 erweitert wurde, befinden sich über 80 Grabsteine aus dem Zeitraum 1724/25 bis 1935. Er wurde auch von den Juden aus Dörrmoschel, Nußbach, Reipoltskirchen, Rathskirchen und Waldgrehweiler genutzt.